# Tibor Nyilas
Tibor Nyilas, né le 3 juin 1914 à Budapest en Hongrie et mort le 19 mai 1986, est un escrimeur américain.

## Carrière
Tibor Nyilas participe aux Jeux olympiques de 1948 à Londres et remporte la médaille de bronze avec l'équipe américaine masculine de sabre composée de Norman Armitage, George Worth, Dean Cetrulo, JJames Flynn et Miguel de Capriles.